# Antonio Cipriano
Antonio Cipriano (Grosse Pointe Woods, 13 maggio 2000) è un attore statunitense.

## Biografia

### Vita Privata
Nel 2019 ha frequentato sentimentalmente la collega Reneé Rapp per poi interrompere la loro relazione nel dicembre 2021. 

## Filmografia
- God Friended Me – serie TV, episodio 1x14 (2019)
- City on a Hill – serie TV, 3 episodi (2019)
- The Sex Lives of College Girls – serie TV, episodi 1x02 e 1x08 (2021)
- Il mistero dei Templari - La serie (National Treasure: Edge of History) – serie TV, 10 episodi (2022-2023)
- Shelter – serie TV, 7 episodi (2023)
- Pretty Little Liars: Summer School – serie TV, 4 episodi (2024)

## Teatro
- The Notebook (Powerhouse Theater, 2019)
- Jagged Little Pill (Broadhurst Theatre, 2020)

## Doppiatori italiani
Nelle versioni in italiano delle opere in cui ha recitato, Antonio Cipriano è stato doppiato da:
- Leonardo Lugni ne Il Mistero dei Templari
- Lorenzo Rossi in Shelter